# 페로테쥐
페로테쥐(Peromyscus bullatus)는 비단털쥐과에 속하는 설치류의 일종이다. 멕시코에서만 발견된다.

## 특징
페로테쥐는 작은 크기의 쥐로 털이 덮인 꼬리 길이 9~12cm를 포함하여 전체 몸길이가 18~22cm이고, 일반적으로 꼬리가 몸보다 길다. 황갈색-황토색을 띠며, 하체는 크림색이다. 등 중간 부분은 나머지 부분 보다 더 진한 색을 띠며, 머리 양쪽은 회색이다. 그러나 페로테쥐는 귀가 뒷발보다 적어도 2mm는 더 길고, 골격에서는 부푼 청각융기 등으로 사슴쥐속의 다른 쥐와는 분명히 구별할 수 있다. 이와 같은 특징들은 포식자들을 쉽게 탐지하는 뛰어난 청각과 관련이 있을 수 있다.

## 분포
페로테쥐는 베라크루스주 서부와 푸에블라주 중부, 틀락스칼라주 극동 지역을 포함한 멕시코의 오리사바 분지에서만 발견된다. 페로테 시 인근 해발 2250m와 2500m 사이의 비교적 좁은 지역에서 서식한다. 서식지는 초원과 건조 관목 식생 지대로 일부 침엽수림이 군데군데 포함되어 있다.